# Legado (álbum de Lowsan Melgar)
Legado es el primer álbum del artista Lowsan Melgar. El álbum cuenta con participaciones de Un Corazón, Christine D'Clario y Julio Melgar. Los sencillos del álbum fueron «Tus cuerdas de amor», «Plenitud»  y «Espíritu Santo».

## Lista de canciones
| N.º | Título                                                       | Escritor(es)                  | Duración |  |
| 1.  | «Aquí Estoy»                                                 | Ezequiel Álamo                | 5:42     |  |
| 2.  | «Hoy y Siempre»                                              | Lowsan Melgar, Daniela Medina | 4:09     |  |
| 3.  | «Es Dios»                                                    | Julio Melgar                  | 4:44     |  |
| 4.  | «Plenitud»                                                   | Lowsan Melgar                 | 4:27     |  |
| 5.  | «Inevitable (Versión Alternativa)» (feat. Un Corazón)        | Lowsan Melgar                 | 3:27     |  |
| 6.  | «Espíritu Santo (Versión Legado)» (feat. Christine D'Clario) | Julio Melgar                  | 5:14     |  |
| 7.  | «Atráeme a Ti»                                               | Kelly Carpenter               | 4:35     |  |
| 8.  | «Tus Cuerdas de Amor» (feat. Julio Melgar)                   | Julio Melgar                  | 4:45     |  |

## Vídeos musicales
| Titulo       |
| Aquí Estoy   |
| Es Dios      |
| Atráeme a Ti |

## Premios y reconocimientos
«Tus cuerdas de amor», sencillo del álbum interpretado junto a su padre Julio Melgar, fue galardonada en los Premios GMA Dove como "Canción del Año en Lenguaje Español". Lowsan recibiría el reconocimiento póstumo en la entrega de los Premios Dove.

## Legado Live Session
El 4 de diciembre de 2020 se lanzó la sesión en vivo del álbum, bajo el nombre Legado Live Session.